# Lac Anosy
Le lac Anosy (lac avec son îlot en malgache) est un lac artificiel dans la partie sud de la capitale de Madagascar, Antananarivo, à environ 2 km au sud de la Haute ville. Le quartier Ampefiloha est situé à l’ouest du lac, Isoraka au nord-ouest et Mahamasina au nord.

## Historique
Dans les temps pré-coloniaux, cette partie ouest de la ville était constituée d'un vaste marais alimenté par le fleuve Ikopa et ses affluents.
C'est durant le règne d'Andrianjaka (XVIIe siècle) que furent construites des digues et canaux afin de favoriser la culture du riz autour de ce qui deviendra la capitale de l'Île.
Au milieu de l’étang, se trouvait alors un petit îlot, apprécié des souverains malgaches ; si bien que le roi Radama ordonna des travaux d’aménagement et y fit installer un premier bâtiment, qui servit de poudrière. La reine Ranavalona Ier fit ensuite construire sur cet îlot sa résidence secondaire avec l'aide du missionnaire écossais James Cameron. L’ilot situé au milieu du lac Anosy était alors devenu « l’ilot de la Reine ».
Plusieurs reines s'y succédèrent, dont Rasoherina.
Les activités des forges y continuèrent après le transfert du stock de poudre à Mantasoa.

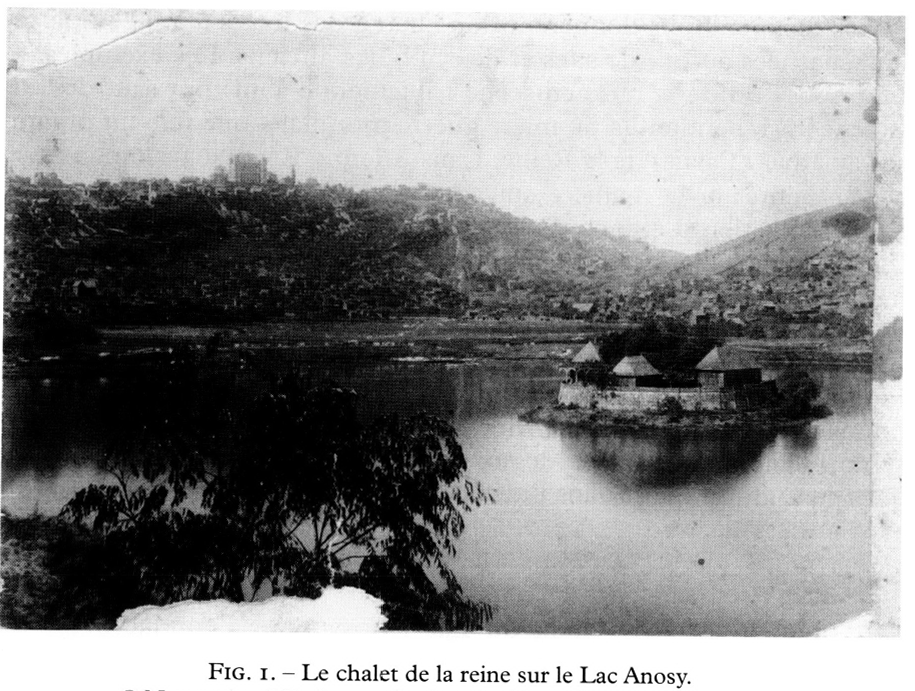
Îlot du Lac Anosy, photographié vers 1880 par des missionnaires norvégiens. On y voit les habitations de villégiature royale. Au fond, sur la colline, on distingue le « Rova » ou Palais de la Reine.

Au début du XXe siècle, l’île servit également de lieux de représentations de chants et danses folkloriques (de Vakodrazana) et de diverses festivités, qui se tenaient tous les dimanches.
Ce n'est qu'à partir de 1924 (après la Première Guerre mondiale) que le lac Anosy se retrouve au cœur du projet urbain du Grand Antananarivo, conçu par des urbanistes français (et, au premier chef, Georges Cassaigne).
La volonté d'effacer les traces de la royauté malgache fait projeter la construction d'un monument aux morts (malgaches et français) à l'emplacement des anciennes maisons de villégiature. Les travaux du monument furent confiés au sculpteur Charles Barberis et à l’architecte Émile Perrin.
On perçoit dès lors l'importance de ce lieu à la fois pour les français qui géraient le territoire, et pour les nationalistes malgaches. Les uns utilisant un lieu symbolique pour l'unification des habitants de la capitale à la République, les autres cherchant à pérenniser la mémoire de la royauté et d'un certain patrimoine. Eric Jennings note : « De telles pratiques coloniales ne firent qu'accentuer la tendance déjà annoncée parmi les nationalistes malgaches de se réclamer d'un héritage royal, non plus afin d'opérer une restauration, mais bien plutôt pour ancrer leur vision d'un État moderne dans un passé idéalisé. »
Grâce à sa position géographique, plus en plaine que la vieille ville, et à son histoire importante pour les malgaches, le lac et son îlot furent au centre des plans de développement des ingénieurs français dès 1918 et pendant des décennies.
André Giresse, jeune juriste en 1927, témoigne des activités de son père, maire d'Antananarivo : « On était en train de construire le nouveau Tananarive. La nuit, mon père planchait sur les tables à dessin, traçant les grands axes des nouvelles avenues. Ses adjoints, les architectes, les ingénieurs, voyaient en lui une sorte de Haussmann malgache. »

## Architecture
Le monument aux morts se compose d'un mur d'enceinte sur lequel sont placés des plaques de granit portant les noms gravés des six provinces de Madagascar. 
Située au sud-est du monument face à la digue, la porte d'entrée est encadrée par deux bas-reliefs représentant un soldat français et un tirailleur malgache au repos. L'entrée conduit à un escalier à double révolution aboutissant au terre plein de l'îlot. 
De chaque côté de l'escalier y conduisant, un bas-relief est inscrit. Celui de droite représente un aspect de la vie des tranchées. Celui de gauche l’embarquement des marchandises dans un port symbolisant ainsi le double aspect de la contribution de la Grand île à la France pendant la Grande Guerre.
Au centre du terre-plein, une large base à deux étages inspirée de l'architecture des tombeaux malgaches supporte le pylône central au sommet duquel une statue de la Victoire ailée, en bronze, œuvre du sculpteur français Charles Barberis (1888-1980), couronne l’édifice (d'où le nom de « mémorial de l'ange-noir » donné parfois à ce monument, même si la statue a été repeinte depuis en couleur or). Sur la base du pylône sont gravés les noms des batailles auxquelles prirent part les Régiments Malgaches.

## Géologie
Le fond du lac est constitué d'un mélange de vase, de sable boueux et de couches de boue.

## Écologie
Les grandes aigrettes utilisent souvent les espaces verts et l'îlot pour se reposer sur la zone du lac.

## Galerie

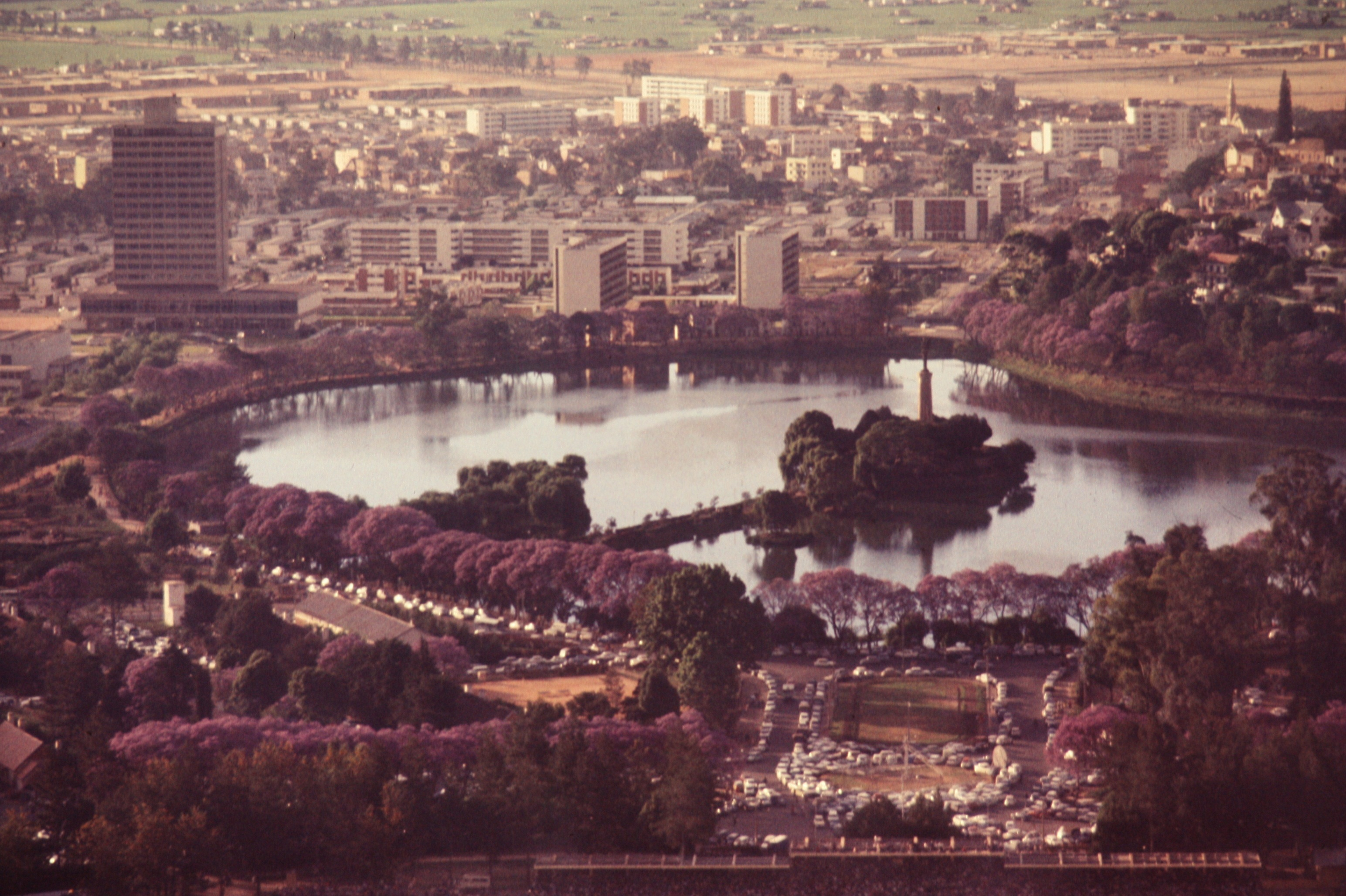
Le lac vers 1975.
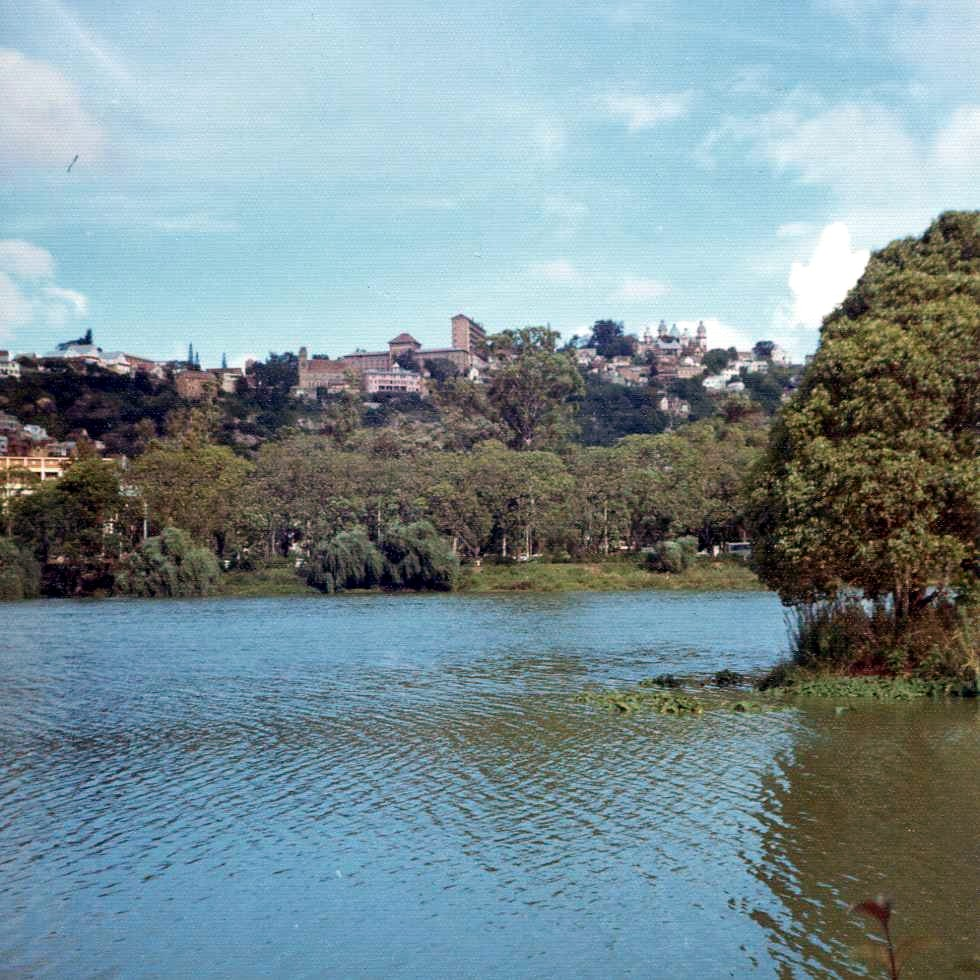
Vue du lac en 2009.
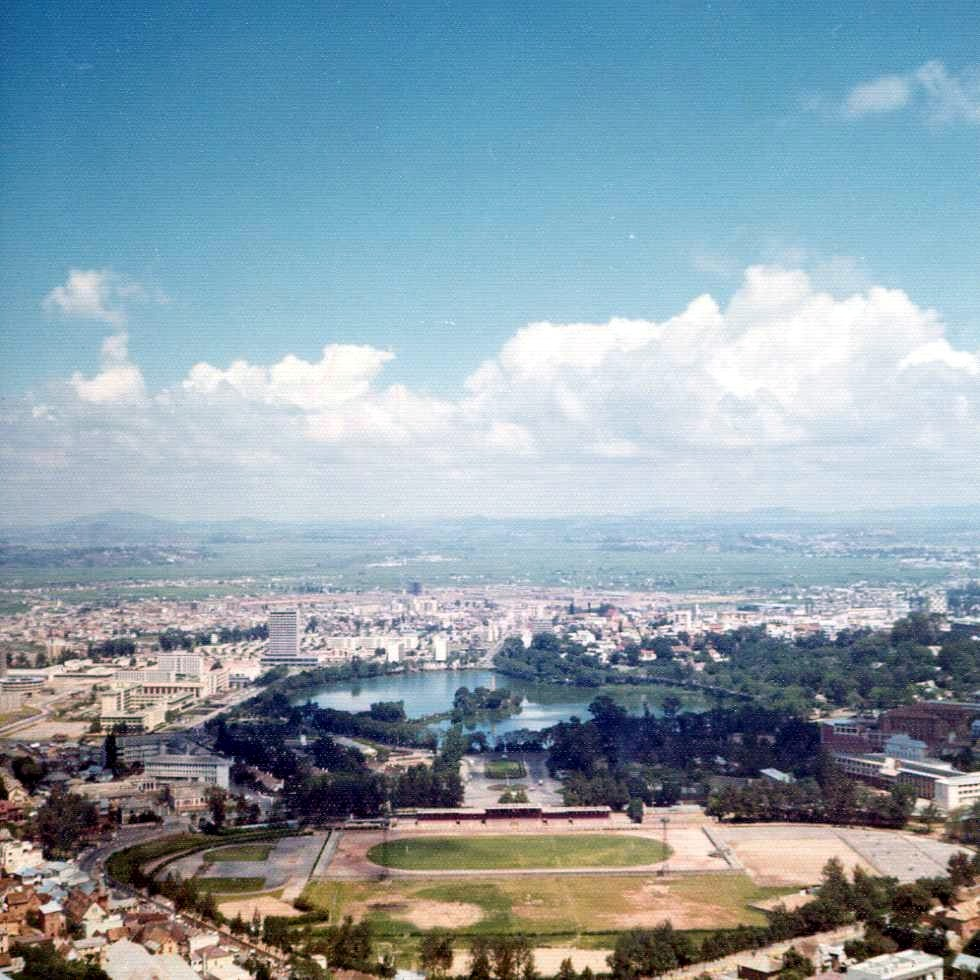
Vue sur le lac Anosy (2009).
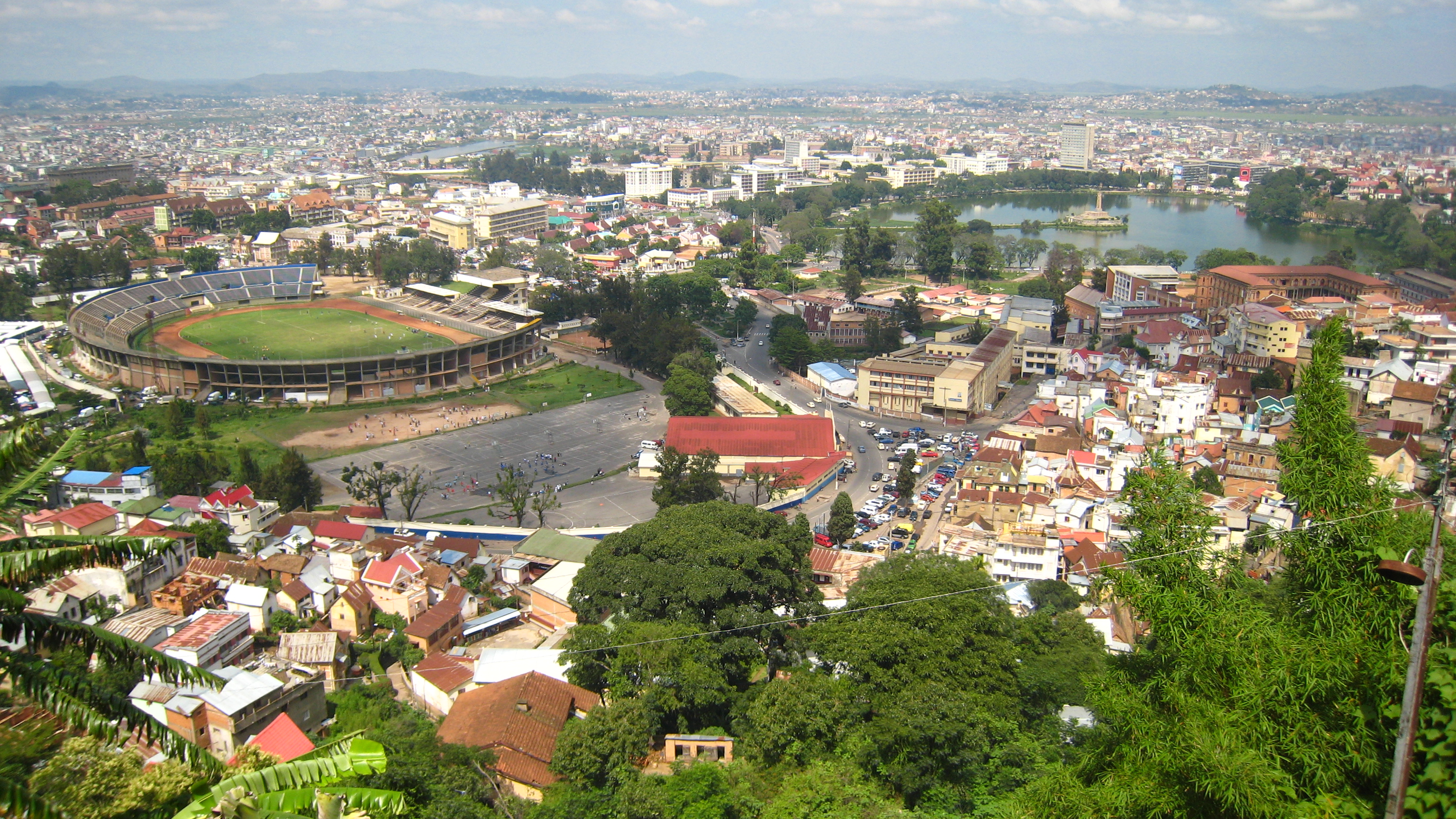
Le lac et Kianja Barea.
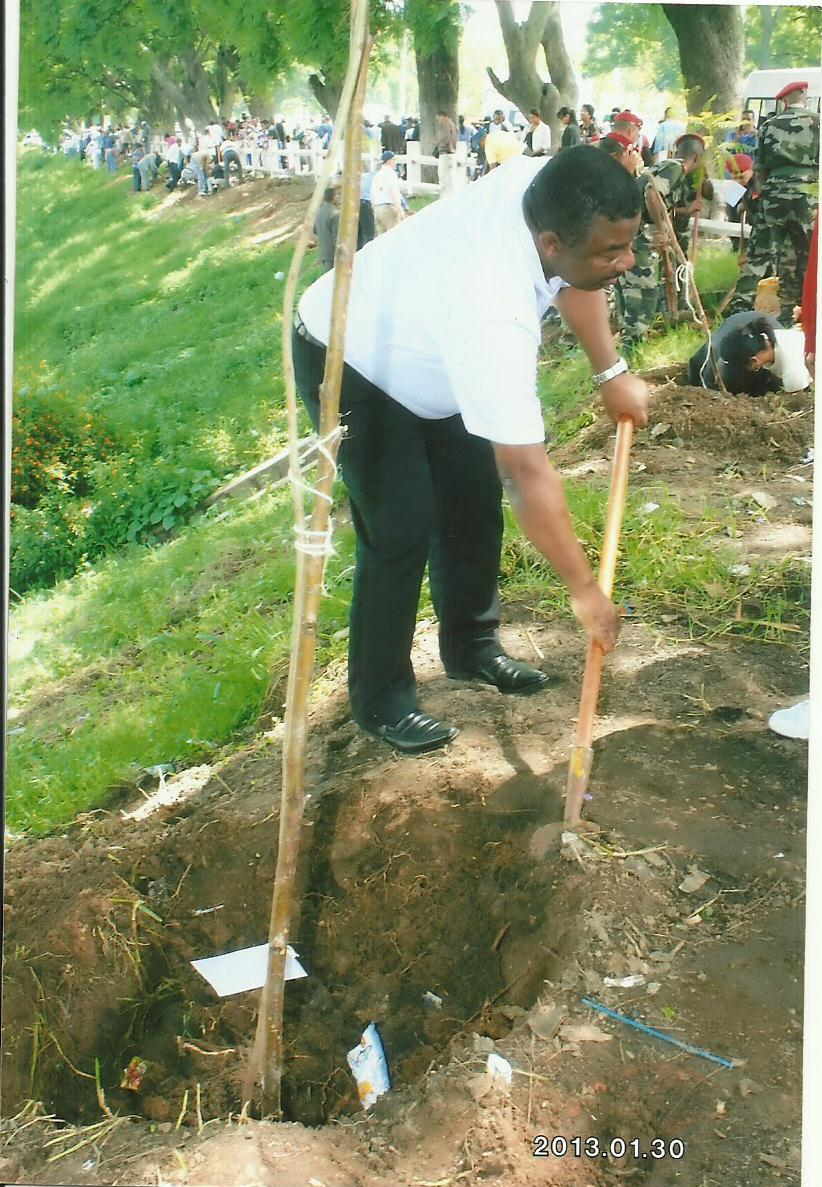
Opération de reboisement sur les bords du lac (janvier 2013).
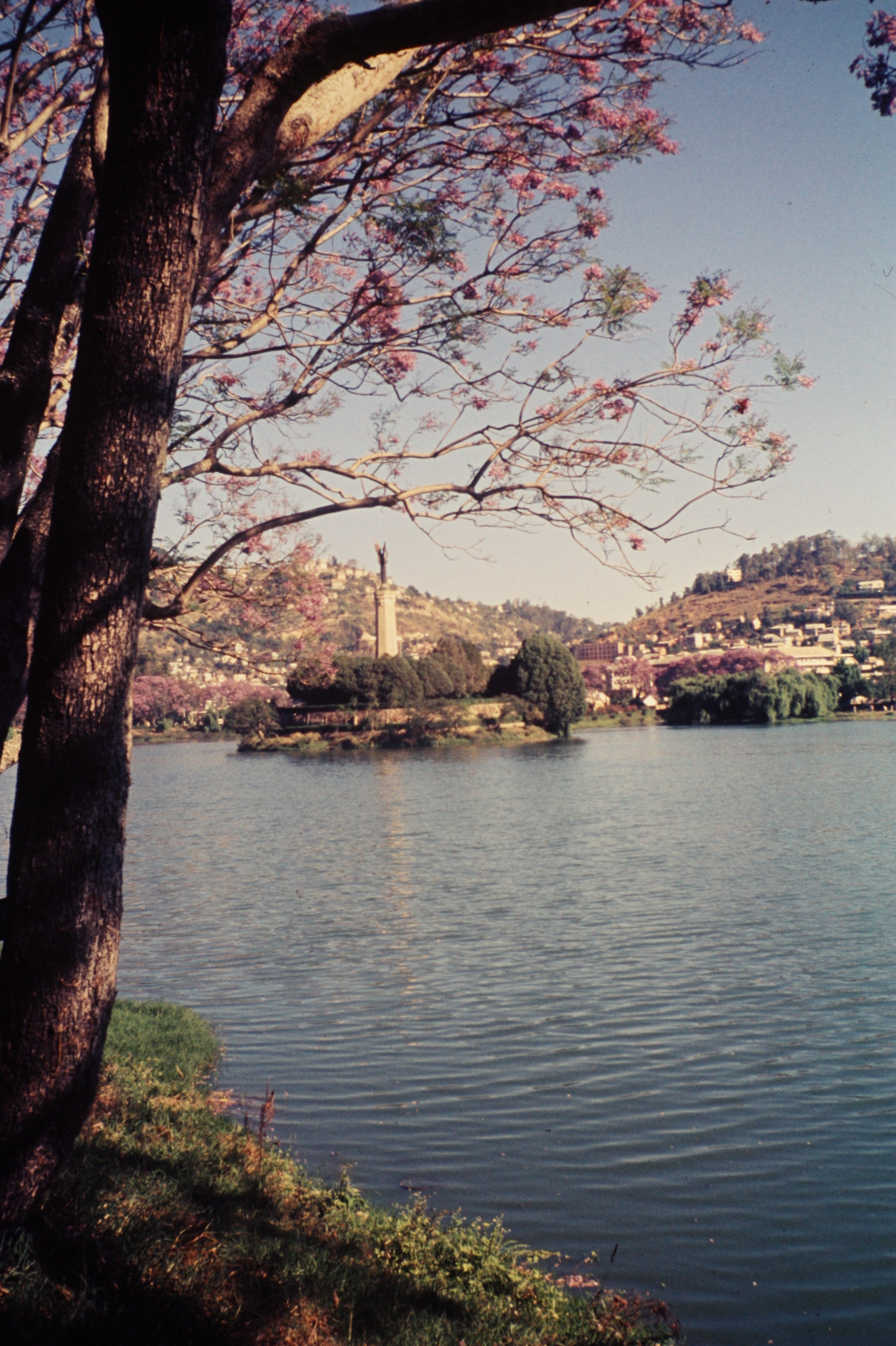
Vue du lac en 2013.
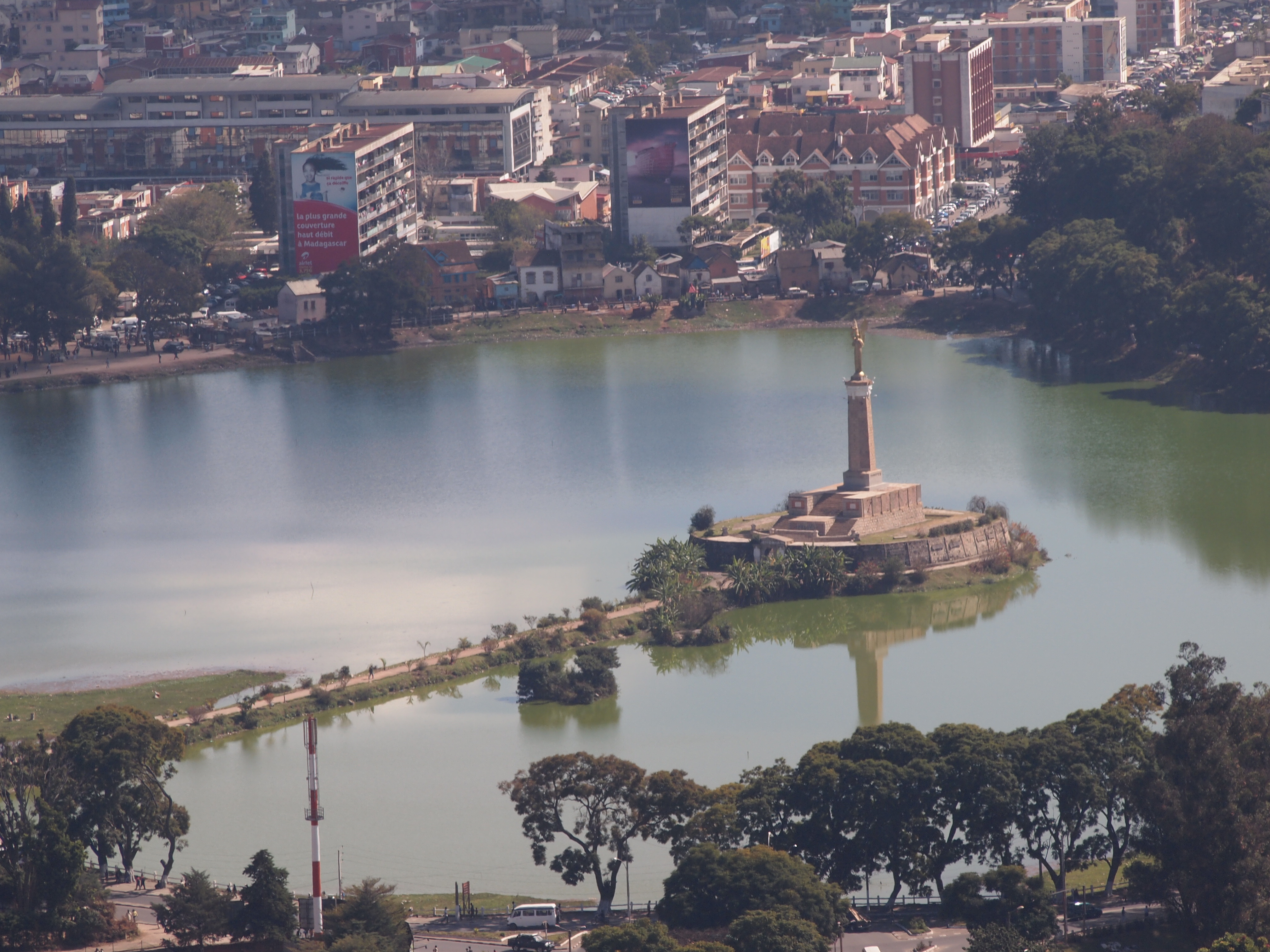
Îlot et statue (2013).
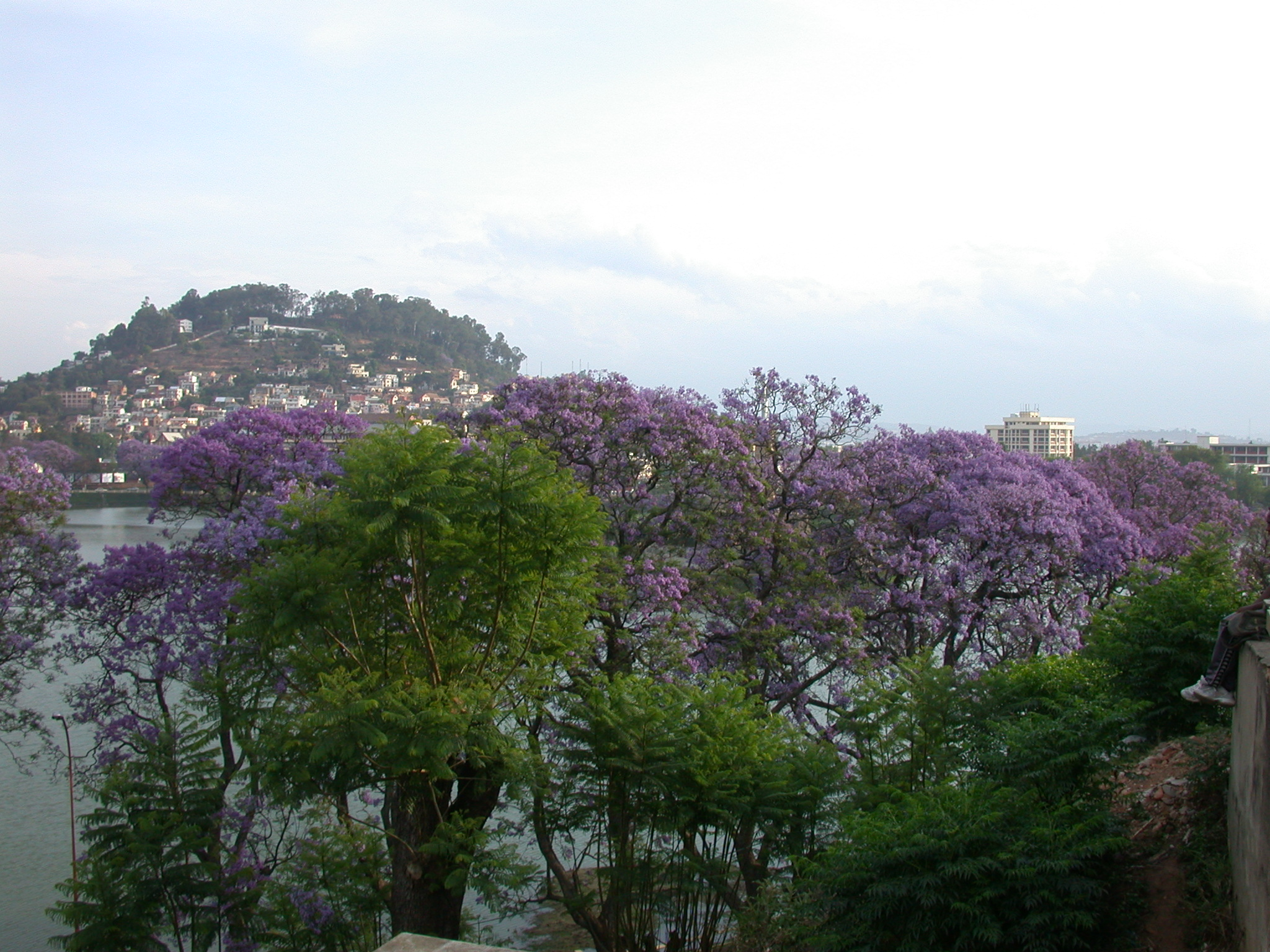
Jacaranda mimosifolia sur les berges du lac. Les Jaracandas fleurissent en octobre (2014).